# Bravo (banda de Argentina)
Bravo fue una agrupación de glam metal, hard rock y pop rock argentina formada en el año 1989 en Buenos Aires.

## Historia
La banda se formó a fines de los años 80 bajo el nombre de SWEET, liderada por LeoNievas y Ely DeRoss, sumaron a Eve Monroe, Ariel Elias, y a Alex Einstein, tras el alejamiento de Nievas, la banda pasó a llamarse Rocket Boys, y ahí fue liderada por CAE, permaneciendo Ariel Elias, Eve Monroe y Carlos Marzano en guitarra. Comenzarían a tocar en la escena del underground porteño, con un estilo muy similar al de la banda estadounidense Bon Jovi(1983) y con una creciente cantidad de adeptos a su novedosa propuesta de Soft Metal, decidieron cambiar el nombre de la banda, que finalmente se llamaría Bravo. A partir de ese momento comenzaron a grabar demos, y decidieron grabar su primer disco en los estudios de Oscar Mediavilla, bajo la conducción de Alex Einstein.
Finalizado el disco una compañía discográfica apareció en los estudios de Oscar Mediavilla y al escuchar las cintas decidieron contratar a la banda.
La canción «Desierto sin amor» que pertenece al afamado grupo belga CLOSEAU y de título original llamado "domino" fue usado como cover para darlo a conocer en Argentina, perteneciente al álbum homónimo editado en el año 1991, los llevó a posicionarse en el puesto número uno de todos los rankings radiales argentinos durante los primeros meses de aquel año, a la vez que se presentaban en los programas más vistos de la televisión, como el show de Videomatch conducido por Marcelo Tinelli, quien luego sería su padrino artístico.
Luego de numerosas presentaciones y giras nacionales editarían los álbumes Sacrificio(1992) y Bravo III(1993), discos que llevaron la imagen y voz de "Cae" Elías a la cima de la popularidad en Argentina y Uruguay, gracias al mega éxito de baladas como "Te recuerdo". Con el tiempo, obtuvieron tres discos de oro y uno de platino, gracias a las ventas y sus numerosos conciertos en vivo.
El grupo cerró una gran gira nacional, con dos presentaciones en el afamado Teatro Ópera en Buenos Aires.
''"Cae"'' grabaría su primer disco solista, un álbum de neto corte melódico, y junto a su hermano Ariel Elías, se alejarían de ''Bravo''.<br>
A partir de ahí Bravo decidió grabar su cuarto disco con la incorporación de Mony López en la voz y Darío Poletti en la batería, el cual se llamaría "No es como ayer".
Luego de varias giras nacionales graban su quinto disco "Un instante de magia" en los estudios Bravo Paraíso del fundador de la banda, Alex Einstein, con la incorporación de Bachi Marín en al bajo.
Después de varias giras la banda se separó y en el año 2002 salió a la venta el sexto disco con una re formación de la banda, compuesta por CAE Elías, Ariel Elías y Eve Monroe, donde convocaron a Leonardo garcía en guitarra y coro, el disco titulado "Brv", cambió totalmente el sonido que la banda había presentado en sus anteriores formaciones, y llevando a la banda a una nueva gira nacional. Al poco tiempo esa formación no duró por diferencias personales entre sus miembros, 
En el año 2017 alex einstein, decide rearmar la banda, hacen una serie de presentaciones en eventos privados, en varias provincias, que los llevaría al teatro "el porteño" de la calle corrientes, con una sala llena. Luego hicieron un streaming en la pandemia, con canciones inéditas que sólo las podrán escuchar en ese show. ahora en 2025 y con una formación más renovada y madura, se presentarán en varios lugares de caba presentando sus canciones nuevas y algunos de sus clásicos. formación 2025 ALEX EINSTEIN-teclados y coros, JONES-voz líder, guitarra, POL-guitarras eléctricas y acústicas, NIKK-bajos y coros, SEBA-batería y percusión.

## Miembros

### Formación Original
- Carlos Alfredo Elías "CAE" - Voz, Guitarra acústica
- Ely De Ross - Guitarra
- Eve Monroe - Bajo
- Ariel Elías - Batería
- Alex Einstein - Teclado, coro

### Última formación
Seba - "bateria" (actual), Jones - "voz lider" (actual), Nikk - "bajo" (actual), Pol - "guitarras" (actual), Alex - "teclas" (actual)

### Miembros anteriores
- Ely De Ross - Guitarra
- Pablo Valentino - Guitarra
- Leonardo García - Guitarra, coro
- Erik Núñez - Bajo
- Bachi Marin - Bajo
- Eve Monroe - Bajo
- Héctor Eduardo López/ "Mony" López - Voz
- Carlos Alfredo Elías "Cae" - Voz, Guitarra acústica
- Dario Poletti - Batería
- Ariel Elías - Batería
- Leo Nievas - Voz

& Sebastian Arnaldo - "bateria" (actual), Jones "voz lider" (actual) Nikk "bajo" (actual) Pol "guitarras" (actual) Alex "teclas" (actual)

## Discografía

### Álbumes de estudio
- 1991 - Desierto sin amor
- 1992 - Sacrificio
- 1993 - Bravo III
- 1995 - No es como ayer
- 1996 - Un instante de magia
- 2002 - Brv

### Álbumes en vivo
- 2012 - Intimo & Vivo